# La gente de la Universal
La gente de La Universal es una cinta colombo española estrenada en 1993 y dirigida por Felipe Aljure,  protagonizada por Álvaro Rodríguez, Jennifer Steffens, Robinson Díaz, Ani Aristizábal y los actores españoles Ramón Aguirre, Aizpea Goenaga y Juana Mendiola. En el reparto también hay pequeñas participaciones de otros reconocidos actores colombianos como Pepe Sánchez, Maguso, Álvaro Bayona, Daniel Rocha, Fernando Arévalo y Carlos Hurtado.
Ópera prima de Aljure, la cinta ha ganado un gran reconocimiento con el paso del tiempo por su humor negro y por desarrollarse en la parte céntrica de Bogotá, mostrando como era la ciudad a principios de los años 1990, antes de los cambios que ha tenido esta zona en la última década como parte de diversos proyectos de renovación urbana.

## Argumento
Esta es una comedia de humor negro que transcurre en una selva urbana donde cada quien tiene que velar por su propia supervivencia. Nadie es malo, pero todos actúan en su propio beneficio y sin medir si sus actos perjudican a otros. El exsargento Diógenes Hernández (Álvaro Rodríguez) es dueño de "La Universal", una precaria agencia de detectives privados en el centro de Bogotá, que tiene como sede el mismo apartamento en el que él y su esposa Fabiola (Jennifer Stephens) habitan. Su sobrino, Clemente Fernández (Robinson Díaz), quien trabaja en la agencia, sostiene un romance con Fabiola, sin pretender herir los sentimientos de su tío, pero impulsado por la necesidad de mitigar su vacío de hombre urbano y anónimo.
La vida de la agencia cambia cuando Gastón Arzuaga (Ramón Aguirre), un mafioso español contrata a Diógenes para vigilar a su amante Margarita (Ani Aristizabal) quien es una actriz pornográfica, mientras él está en prisión, acusado del asesinato del amante de Margarita. En medio de la vigilancia, Diógenes se da cuenta de que su mujer y su sobrino son amantes, por lo que para vengarse, decide hacer pasar a Clemente como el misterioso amante de la actriz, recibiendo así, una golpiza que casi le mata. Diógenes y Margarita se involucran sexualmente y en medio de una apasionada tarde, son asesinados por orden de Arzuaga, quién se queda sin dinero y en la cárcel, cuando su mujer y su suegra descubren los verdaderos motivos de su condena y viajan a España, abandonándolo.

## Premios
| Año  | País           | Festival                                                               | Premio                                              |
| ---- | -------------- | ---------------------------------------------------------------------- | --------------------------------------------------- |
| 1991 | Cuba           | 13° Festival Internacional del Nuevo Cine Latinoamericano de La Habana | Coral a Mejor Guion Inédito                         |
| 1994 | Colombia       | 11° Festival de Cine de Bogotá                                         | Círculo Precolombino de Bronce a Mejor Película     |
| 1994 | Estados Unidos | Festival de Cine Latinoamericano Our Essence (Nuestra esencia)         | Mejor Actor a Álvaro Rodríguez Mejor Guion Original |
| 1994 | Uruguay        | Festival Internacional de Cine del Uruguay                             | Mención Especial del Jurado                         |